# Campo Pequeno (metrostation)
Campo Pequeno  is een metrostation aan de Gele lijn van de Metro van Lissabon. Het station is geopend op 29 december 1959.
Het is gelegen aan de kruising van de Avenida da República, cruzamento en de Avenida de Berna.